# Черинько, Иван Иванович
Иван Иванович Черинько (22 июля [4 августа] 1908, Деньги, Полтавская губерния — 6 октября 1948, Ашхабад) — советский туркменский живописец, заслуженный деятель искусств Туркменской ССР (1945). Председатель правления Союза художников Туркменистана (1938, 1945—1948).

## Биография
Украинец по происхождению. В 1926—1931 годах учился в Киевском художественном институте (ныне Национальная академия изобразительного искусства и архитектуры) под руководством Б. Ф. Уица, Ф. Г. Кричевского, М. Д. Бернштейна и В. Н. Пальмова.
Работал в Киеве, затем — в Москве. Весной 1933 года переехал в Туркменистан. Вспоминая первые дни пребывания на Востоке, художник говорил: «Туркмения меня пленила своей живописностью и яркостью». Н. Черинько относится к первому поколению художников — представителей русской академической школы живописи в Туркменистане.
В 1933 году стал инициатором совместно с С. Бегляровым создания в Ашхабаде первого художественного училища — Туркменского художественного училища имени Шота Руставели. Преподавал в училище в 1933—1936 и 1938—1940 годах. Среди его учеников была Евгения Адамова, впоследствии жена, народный художник Туркменской ССР.
Трагически погиб в ночь с 5 на 6 октября 1948 года — во время Ашхабадского землетрясения.

## Творчество

«Джигиты», 1942—1946 гг.

Считается одним из основателей изобразительного искусства Туркмении.
Сыграл важную роль в подготовке профессиональных туркменских художников и укреплении метода социалистического реализма в искусстве Советского Туркменистана.
Произведения И. Черинько, в основном, посвящены жизни туркменского народа.
Автор тематических картин, портретов, пейзажей, посвященных социальным преобразованиям в Советской Туркмении.
Художник основательно подходил к созданию живописных полотен: изучал историю и быт народов Туркменистана, собирал материал для своих работ, писал этюды.
И. Черинько был мастером портрета. Он стремился раскрывать характер человека через воплощение его внутреннего мира. Работы художника отличаются монументальностью композиции, широким почерком, своеобразным колоритом.

## Избранные работы
Исторические картины
- «Подпольная типография в Ашхабаде» (1940),
- «Бай, Власть имущего» (1940),
- «Продажа вдовы» (1939—1947).

Жанровые картины
- «Кузница» (1928),
- «Прорыв плотины» (1937),
- «Джигиты» (1944—1946).

Портреты
- «Портрет старого туркмена» (1938),
- «Портрет жены»,
- Портрет туркменского писателя, актёра, режиссера Алты Карлиева (1947),
- Портрет Героя Социалистического Труда А. Ерсариева (1947).

Лирические пейзажи
- «Весна в Багире» (1947).

Картины художника хранятся в Музее изобразительных искусств Туркмении в Ашхабаде, несколько работ представлены в Черкасском областном музее.